# Visceral Games
Visceral Games (dawniej EA Redwood Shores) – producent gier komputerowych, znany przede wszystkim z serii Dead Space. Studio było własnością Electronic Arts. Zostało zamknięte w październiku 2017 roku.

## Gry
| Tytuł                                 | Data wydania | Platforma                                                           |
| ------------------------------------- | ------------ | ------------------------------------------------------------------- |
| James Bond 007: Everything or Nothing | 2003         | PlayStation 2, Xbox, Nintendo GameCube                              |
| Ojciec chrzestny                      | 2006         | PlayStation 2, Xbox, Xbox 360, Microsoft Windows                    |
| The Godfather: Mob Wars               | 2006         | PlayStation Portable                                                |
| The Godfather: Blackhand Edition      | 2006         | Wii                                                                 |
| The Godfather: The Don’s Edition      | 2006         | PlayStation 3                                                       |
| The Simpsons Game                     | 2007         | PlayStation 3, Xbox 360                                             |
| Dead Space                            | 2008         | PlayStation 3, Xbox 360, Microsoft Windows                          |
| Ojciec chrzestny II                   | 2009         | PlayStation 3, Xbox 360, Microsoft Windows                          |
| Dead Space: Extraction                | 2009         | Wii                                                                 |
| Dante’s Inferno                       | 2010         | PlayStation 3, Xbox 360, PlayStation Portable                       |
| Dead Space 2                          | 2011         | PlayStation 3, Xbox 360, Microsoft Windows                          |
| The Ripper                            | 2011         | PlayStation 3, Xbox 360                                             |
| Dead Space 3                          | 2013         | PlayStation 3, Xbox 360, Microsoft Windows                          |
| Army of Two: The Devil’s Cartel       | 2013         | PlayStation 3, Xbox 360, Microsoft Windows                          |
| Battlefield Hardline                  | 2015         | Xbox One, Playstation 4, Xbox 360, Playstation 3, Microsoft Windows |